# Kati Pulkkinen
Kati Maaria Kristiina Lehtonen z d. Pulkkinen (ur. 6 kwietnia 1975 w Sulkava) – fińska biegaczka narciarska, brązowa medalistka mistrzostw świata.

## Kariera
Po raz pierwszy na arenie międzynarodowej pojawiła się w 1994 roku podczas mistrzostw świata juniorów w Breitenwang. Zajęła tam 19. miejsce w biegu na 15 km stylem dowolnym i 35. w biegu na 5 km techniką klasyczną. Na rozgrywanych rok później mistrzostwach świata juniorów w Gällivare zdobyła brązowy medal w sztafecie, a w biegu na 15 km stylem dowolnym była siódma.
Igrzyska olimpijskie w Nagano w 1998 roku były pierwszymi i zarazem ostatnimi w jej karierze. Nie osiągnęła tam sukcesów zajmując 57. miejsce w biegu na 5 km techniką klasyczną oraz 51. miejsce w biegu pościgowym 5+10 km.
W 1997 roku wystartowała na mistrzostwach świata w Trondheim. Osiągnęła tam swój największy sukces wspólnie z Riikką Sirviö, Tuulikki Pyykkönen i Satu Salonen zdobywając brązowy medal w sztafecie 4 × 5 km. Na tych samych mistrzostwach jej najlepszym wynikiem było 16. miejsce w biegu pościgowym 5+10 km oraz na dystansie 30 km stylem klasycznym. Były to jej jedyne mistrzostwa świata.
Najlepsze wyniki w Pucharze Świata osiągnęła w sezonie 1995/1996, kiedy to zajęła 24. miejsce w klasyfikacji generalnej. Nigdy nie stawała na podium zawodów Pucharu Świata. W 2001 roku zakończyła karierę.

## Osiągnięcia

### Igrzyska olimpijskie
| Miejsce | Dzień     | Rok  | Miejscowość | Konkurencja            | Czas biegu | Strata  | Zwyciężczyni    |
| ------- | --------- | ---- | ----------- | ---------------------- | ---------- | ------- | --------------- |
| 57.     | 10 lutego | 1998 | Nagano      | 5 km stylem klasycznym | 17:37,9    | +2:10,1 | Łarisa Łazutina |
| 51.     | 12 lutego | 1998 | Nagano      | 5+10 km pościgowy      | 46:06,9    | +5:13,6 | Łarisa Łazutina |

### Mistrzostwa świata
| Miejsce | Dzień     | Rok  | Miejscowość | Konkurencja             | Czas biegu | Strata  | Zwyciężczyni                   |
| ------- | --------- | ---- | ----------- | ----------------------- | ---------- | ------- | ------------------------------ |
| 19.     | 21 lutego | 1997 | Trondheim   | 15 km stylem dowolnym   | 36:28,2    | +2:25,0 | Jelena Välbe                   |
| 25.     | 23 lutego | 1997 | Trondheim   | 5 km stylem klasycznym  | 13:32,7    | +45,7   | Jelena Välbe                   |
| 16.     | 24 lutego | 1997 | Trondheim   | 5+10 km pościgowy       | 39:13,5    | +1:55,8 | Stefania Belmondo Jelena Välbe |
| 3.      | 27 lutego | 1997 | Trondheim   | Sztafeta 4 × 5 km       | 56:40,2    | +58,2   | Rosja                          |
| 16.     | 23 lutego | 1997 | Trondheim   | 30 km stylem klasycznym | 13:32,7    | +5:23,2 | Jelena Välbe                   |

### Mistrzostwa świata juniorów
| Miejsce | Dzień       | Rok  | Miejscowość | Konkurencja            | Czas biegu | Strata  | Zwyciężczyni     |
| ------- | ----------- | ---- | ----------- | ---------------------- | ---------- | ------- | ---------------- |
| 35.     | 26 stycznia | 1994 | Breitenwang | 5 km stylem klasycznym | 16:20,2    | +1:13,9 | Irina Składniewa |
| 19.     | 30 stycznia | 1994 | Breitenwang | 15 km stylem dowolnym  | 41:53,5    | +3:57,4 | Julija Czepałowa |
| 3.      | 3 marca     | 1995 | Gällivare   | Sztafeta 4 × 5 km      | 1:01:31,0  | +2:05,0 | Rosja            |
| 7.      | 5 marca     | 1995 | Gällivare   | 15 km stylem dowolnym  | 43:16,9    | +2:27,3 | Julija Czepałowa |

### Puchar Świata

#### Miejsca w klasyfikacji generalnej
- sezon 1994/1995: 58.
- sezon 1995/1996: 24.
- sezon 1996/1997: 37.
- sezon 1997/1998: 54.

#### Miejsca na podium
Pulkkinen nigdy nie stawała na podium zawodów Pucharu Świata.